# Petlyakov Pe-8
Petlyakov Pe-8, ban đầu được gọi là TB-7, là một máy bay ném bom hạng nặng của Liên Xô được thiết kế trước Thế chiến II, chiếc máy bay ném bom bốn động cơ duy nhất được Liên Xô chế tạo trong cuộc chiến. Chỉ được sản xuất với số lượng nhỏ, nó đã thực hiện các phi vụ ném bom xuống Berlin vào tháng 8 năm 1941 cũng như các thành phố khác tại Đức và Phần Lan trong cái gọi là "những cuộc tấn công tinh thần" để nâng cao tinh thần của nhân dân Liên Xô bằng cách vạch trần những yếu kém của Đức. Nhưng vai trò hàng đầu của nó là tấn công vào các sân bay, đường ray và các cơ sở hậu tuyến Đức vào ban đêm, và nó cũng là chiếc máy bay đưa Dân uỷ Nhân dân về Ngoại giao (Bộ trưởng Ngoại giao) Vyacheslav Molotov từ Moscow tới Hoa Kỳ năm 1942. Các nguồn tin không đồng ý với nhau về việc liệu chiếc Pe-8 đã bị rút khỏi các chiến dịch chiến đấu từ năm 1944 không, nhưng những chiếc máy bay còn lại đã bị rút khỏi hoạt động sau khi chiến tranh chấm dứt. Một số chiếc đã được chuyển đổi thành máy bay chở VIP trong khi những chiếc khác được sử dụng trong nhiều chương trình thử nghiệm. Một số chiếc được dùng để hỗ trợ cho các chiến dịch tại Bắc Cực của Liên Xô cho tới cuối thập niên 1950.

## Thiết kế và phát triển
Việc phát triển chiếc Pe-8 được tiến hành bởi một đội dưới sự lãnh đạo của Vladimir Petlyakov tại Tupolev OKB với tên gọi ANT-42 vào tháng 7 năm 1934 để đáp ứng yêu cầu về một loại máy bay ném bom hạng nặng tầm xa, độ cao lớn thay thế chiếc máy bay ném bom hạng nặng TB-3. Chiếc máy bay hoàn thành là một máy bay cánh đơn bốn động cơ, có trục đỡ giữa cánh được đặt tên định danh TB-7 (tiếng Nga: Тяжёлый Бомбардировщик, Tyazholy Bombardirovschik, Máy bay ném bom hạng nặng) bởi VVS và giống với chiếc Tupolev SB hơn là TB-3. Nó được làm chủ yếu bằng dura, với hai thanh chống thép ở cánh, dù các cánh nhỏ được phủ vải bạt. Kiểu thân monocoque hình quả lê buộc các phi công phải ngồi theo hàng dọc, để chỗ bên trái cho kỹ sư máy và người điều hành radio ngồi phía sau và bên dưới các phi công. Người phụ trách ném bom ngồi ở mũi tại một khoang phía dưới, được đặt tên hiệu là 'râu', và một tháp súng được trang bị pháo ShVAK 20mm có góc xoay 120° phía trước. Pháo thủ phía lưng ngồi phía sau ATsN được che bằng một cửa kéo với súng máy ShKAS 7.26mm và một ShKAS khác được lắp ở cửa bụng. Pháo thủ đuôi có một tháp súng quay với một ShVAK, và hầu như luôn luôn là một pháo ShVAK điều khiển tay ở phía sau mỗi vỏ trong động cơ. Lối vào các vị trí đó hoặc qua cánh hay bằng một cửa sập ở mặt trên cánh. Khoang bom rộng có các máng lớn có thể mang tới 4000 kg bom cũng như các máng ngoài cho bom FAB-500 nặng 500 kg dưới mỗi cánh. Khoảng không cho một động cơ thứ năm, động cơ phụ Klimov M-100 được để dành bên trong thân, trong một bộ phận phụ phía trên các thanh đỡ cánh và phía sau các phi công, cung cấp năng lượng cho một máy siêu sạc để cung cấp không khí điều áp cho các động cơ Mikulin AM-34FRN, với việc lắp đặt ATsN-2 (Agregat tsentral'novo nadduva - central boosting unit).
Chuyến bay đầu tiên của chiếc nguyên mẫu thứ nhất không trang bị vũ khí, không lắp đặt ATsN, diễn ra tại Sân bay Khodynka ngày 27 tháng 12 năm 1936 do phi công M. M. Gromov thực hiện. Hệ thống ATsN được lắp đặt trong các phiên thử nghiệm để có sự chấp nhận của nhà nước vào tháng 8 năm 1937 và các động cơ AM-34RNB mạnh hơn cũng được trang bị trong các cuộc thử nghiệm. Hệ thống làm mát động cơ đã được sửa đổi để giải quyết vấn đề khí động học của các vỏ động cơ ngoài bằng cách rời các bộ tản nhiệt vào sâu bên trong. Đuôi lái được thiết kế lại với một lớp vỏ mượt hơn và lớn hơn.
Một nguyên mẫu thứ hai bắt đầu tháng 4 năm 1936 được sửa đổi theo những bài học từ chiếc máy bay đầu tiên và các yêu cầu của Không quân Liên Xô. Thân được mở rộng thêm 100mm, 'râu' cũng được nới rộng, và phần đuôi được sửa đổi. Hệ thống điều khiển cũng được sửa lại, một thiết bị lái tự động được trang bị và hệ thống điện cũng được thiết kế lại. Các động cơ được đổi thành loại AM-34FRNV và một khung gầm được thiết kế lại cũng được lắp đặt. Hệ thống giáp bảo vệ được sửa đổi và hai bình nhiên liệu nữa được thêm vào. Trang bị vũ khí được đổi và gồm súng ShKAS kép, các tháp súng tại vỏ và đuôi và một tháp súng phía lưng với một ShVAK; súng ở bụng bị loại bỏ. Khoang bom được sửa đổi để cho phép mang một quả bom FAB-5000 5000 kg duy nhất và những dự phòng cũng được thêm vào cho trường hợp mang thiết bị phát tán hơi độc VAP-500 hay VAP-1000 bên dưới cánh.
Những vụ bắt giữ Andrei Tupolev và Petlyakov tháng 10 năm 1937 trong cuộc Đại thanh trừng đã làm chương trình hầu như ngừng lại và nguyên mẫu thứ hai mãi tới ngày 26 tháng 7 năm 1938 mới cất cánh. Nguyên mẫu thứ hai được dùng làm cơ sở cho các máy bay sản xuất hàng loạt, nhưng những thay đổi nữa vẫn được thực hiện với trang bị vũ khí. Tháp pháo lưng bị đổi thành một MV-6 với một ShVAK có thể thu lại được, một ShVAK khác trong một tháp pháo đuôi KEB và một súng máy Berezin UBT 12.7mm tại mỗi bệ pháo ShU ở mỗi vỏ trong động cơ. Những thay đổi khác gồm việc loại bỏ 'râu' và thêm một bình nhiên liệu nữa. Việc sản xuất rất chậm chạp vì nhiều lý do, không chỉ sự ngừng trệ chung của ngành công nghiệp hàng không bởi cuộc Đại thanh trừng. Dù những chuẩn bị đã được thực hiện ngay từ năm 1937 tại Nhà máy số 124 ở Kazan lệnh bắt đầu sản xuất mãi tới năm mới được đưa ra 1939.
Việc sản xuất hệ thống ATsN không thể được tổ chức ở quy mô công nghiệp và chỉ bốn chiếc máy bay đầu tiên được trang bị nó. Quyết định đưa ra là cứ tiến hành sản xuất mà không có nó, nhưng việc cung cấp các động cơ AM-34FRNV nừng lại khi việc sản xuất động cơ chấm dứt ở nửa cuối năm 1939 và chỉ hai hay bốn chiếc TB-7 được trang bị động cơ này. Việc loại bỏ động cơ Klimov M-100 có ATsN-2 cho phép một chỉ huy và sĩ quan radio được xuất hiện thay thế vào chỗ của nó. Nhà máy số 124 được ra lệnh ngừng dây chuyền sản xuất TB-7 đầu năm 1940 trong khi những động cơ thay thế đang được đánh giá.

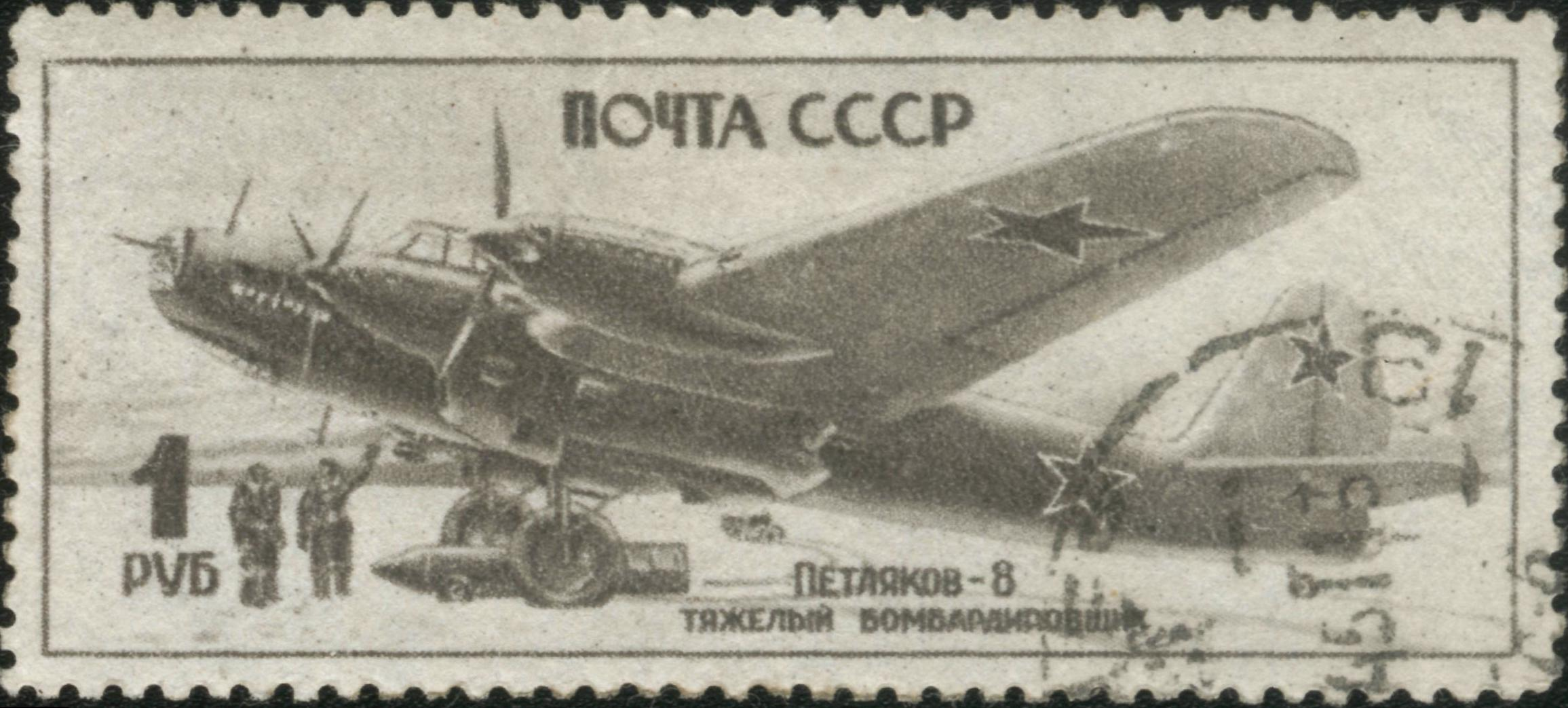
Một con tem thời chiến với hình một chiếc Pe-8 với động cơ thẳng hàng

Sáu chiếc máy bay không có động cơ được lắp đặt động cơ Mikulin AM-35A trong năm 1940 và cả động cơ máy bay diesel Charomskiy ACh-30 và Charomskiy M-40 đều được đánh giá. Tất cả 18 chiếc TB-7 được chế tạo tới cuối năm 1940 được trang bị lại với động cơ AM-35A. Ít nhất 9 chiếc TB-7 được trang bị các động cơ diesel vào năm 1941, nhưng không động cơ diesel nào đạt yêu cầu, dù làm gia tăng đáng kể tầm hoạt động của máy bay, và toàn bộ những chiếc TB-7 còn lại đều được trang bị lại động cơ AM-35A vào cuối năm 1941. Việc sản xuất tiếp tục tại Nhà máy số 124, nhưng với tốc độ rất thấp, hầu hết các nguồn tài nguyên của nhà máy đều đã được dành cho chiếc Petlyakov Pe-2 được ưu tiên lớn hơn. Hầu hết những chiếc máy bay đó, đều được đặt lại tên định danh Pe-8 sau khi Petlyakov bị thiệt mạng trong một vụ đâm máy bay Pe-2 ngày 12 tháng 1, được sản xuất với AM-35A, dù nó đã ngừng sản xuất từ năm trước đó để nhường chỗ cho động cơ Mikulin AM-38 được sử dụng trên chiếc Ilyushin Il-2.
Động cơ xuyên tâm 1,380 kW (1,850 hp) Shvetsov ASh-82 đã được đề xuất như một thay thế để làm giảm tình trạng thiếu hụt động cơ và nó được đưa vào sản xuất cuối năm 1942. Cách bố trí cửa thoát khí của ASh-2 không tương thích với các khẩu súng ở phía sau vỏ động cơ và nó đã bị huỷ bỏ. Một thay đổi khác cuối năm 1943 là việc loại bỏ tháp súng mũi với khẩu súng máy điều khiển tay ShKAS thành một mũi có hình dáng khí động học hơn. Phiên bản này chúng minh có tầm hoạt động tương tự các phiên bản dùng động cơ diesel, nhưng độ tin cậy được cải thiện nhiều. Tổng số lượng chế tạo TB-7/Pe-8 là 93 chiếc.

## Biến thể
Hai hay bốn chiếc Pe-8 cuối cùng được hoàn thành năm 1944 với tên gọi Pe-8ON (Osobovo Naznacheniya — phi vụ đặc biệt) với các động cơ Charomskiy ACh-30B và một fillet ở đáy của cánh ổn định dọc. Chúng là những chiếc máy bay chở VIP với khả năng chuyên chở 12 người và 1200 kg hàng hoá. Các nguồn không thống nhất việc trang bị vũ khí, hoặc một phần hoặc tổng thể, có bị dỡ bỏ không.
Một số lượng Pe-8 đã được chuyển cho Aeroflot phục vụ việc thám hiểm cực sau chiến tranh. Chúng bị dỡ bỏ mọi trang bị thời chiến và các bình nhiên liệu phụ được lắp thêm vào. Chúng được sơn màu cam và có động cơ được nâng cấp lên loại ASh-82FN hoặc Shvetsov ASh-73. Một chiếc đã hạ cánh xuống Bắc Cực năm 1954 và những chiếc khác giúp giám sát các trạm băng nổi NP-2, NP-3 và NP-4 hồi cuối thập niên 1950.
John Taylor tuyên bố rằng một phiên bản chở khách đã được thiết kế với tên gọi PS-42 với khả năng chở 70 hành khách, nhưng điều này không được các nguồn khác xác nhận.
Pe-8 đã được sử dụng nhiều làm phòng thí nghiệm trong các cuộc thử nghiệm liên quan tới các copy của Liên Xô về loại bom bay V-1 của Đức và nó được định danh là Pe-8LL cho các cuộc thử nghiệm nguyên mẫu piston. Nó cũng được dùng làm máy bay mẹ cho động cơ tên lửa thực nghiệm Bisnovat 5 năm 1948–49.

## Lịch sử hoạt động

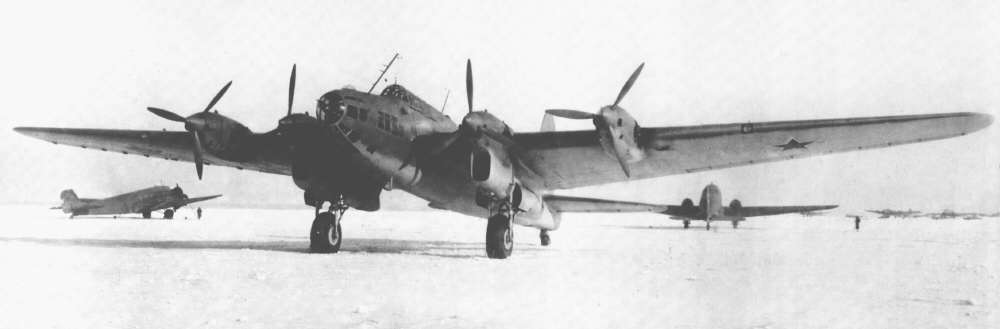
Pe-8 tại căn cứ quân sự bị phủ tuyết.

Khi Chiến dịch Barbarossa bắt đầu ngày 22 tháng 6 năm 1941 chỉ Trung đoàn Ném bom Hạng nặng số 14 (TBAP — Tyazholy Bombardirovschik Aviapolk) được trang bị 9 chiếc TB-7 và nó vẫn chưa đi vào hoạt động. Ngay sau khi chiến tranh bắt đầu Stalin đã ra lệnh tái lập trung đoàn để nó có thể tăng cường tinh thần cho người Liên Xô bằng cách tấn công các mục tiêu sâu trong lãnh thổ Đức. Trung đoàn được tái định danh thành Trung đoàn Ném bom Tầm xa số 412 (DBAP — Dahl'niy Bombardirovchnyy Aviapolk), sau này là DBAP 432, và bắt đầu huấn luyện cho các phi vụ tầm xa. Tối ngày 10 tháng 9 tám chiếc TB-7 trang bị động cơ M-40 của DBAP 432, được hộ tống bởi những chiếc Yermolaev Yer-2 của DBAP 420, đã tìm cách tấn công Berlin từ sân bay Pushkino gần Leningrad. Một chiếc TB-7 chở nặng bom đã đâm xuống đất ngay sau khi cất cánh vì mất một động cơ. Chỉ bốn chiếc tới được Berlin, hay vùng phụ cận của nó và chỉ hai chiếc TB-7 quay lại được căn cứ, những chiếc khác hạ cánh ở đâu đó hay hạ cánh khẩn cấp xuống Phần Lan và Estonia. Chiếc TB-7 của chỉ huy Sư đoàn Ném bom Tầm xa số 81, Thiếu tướng (Kombrig) Mikhail Vodopianov, mà cả hai trung đoàn đều trực thuộc, đã bị tấn công bởi những chiếc Polikarpov I-16 thuộc Không quân Hải quân Liên Xô trên Biển Baltic và sau đó bị hỏng một động cơ vì hoả lực phòng không trước khi tới được Berlin. Ông bị buộc phải quay lại sau khi một bình nhiên liệu bị bục và hạ cánh khẩn cấp xuống phía nam Estonia. Năm chiếc TB-7 bị mất trong chiến dịch và những động cơ M-40 cho thấy hoàn toàn không đáng tin cậy. Tổng cộng bảy chiếc TB-7 đã mất trong tháng 9, khiến trung đoàn hoàn toàn mất khả năng tác chiến. Trong giai đoạn này chiếc máy bay còn lại được tái trang bị các động cơ AM-35A, có tầm hoạt động ngắn hơn, nhưng có độ tin cậy cao hơn.
Tới ngày 1 tháng 10 năm 1941 trung đoàn có 14 chiếc TB-7 sau khi được bổ sung thêm máy bay mới. Trung đoàn thực hiện các cuộc tấn công ban đêm vào Berlin, Königsberg, Danzig và các thành phố khác trong mùa thu. Không chiếc máy bay nào được thông báo còn lại vào ngày 5 tháng 12, nhưng 11 chiếc đã được tăng cường vào ngày 18 tháng 3 năm 1942. Trong mùa đông năm 1941–42 trung đoàn có nhiệm vụ phá huỷ một cầu đường sắt trên Sông Volga gần Kalinin. Tháng 4 năm 1942 một chiếc máy bay đã chở nhân viên ngoại giao và thư từ trên một chuyến bay thẳng từ Moscow tới Anh Quốc. Đây là chuyến bay thử cho một chuyến bay chở Bộ trưởng ngoại giao Liên Xô Molotov và phái đoàn của ông từ Moscow tới London và Washington, D.C. và quay trở lại để thực hiện các cuộc đàm phán mở một mặt trận thứ hai chống Phát xít Đức (19 tháng 3-13 tháng 6 năm 1942), vượt qua không phận do Đức kiểm soát trong chuyến trở về mà không có vụ việc nào. Từ tháng 8 năm 1941 tới tháng 5 năm 1942 trung đoàn đã thực hiện 226 lần xuất kích và ném 606 tấn bom. 14 chiếc thiệt hại, trong số đó 9 chiếc mất trong chiến đấu, và 17 chiếc TB-7 đã được cung cấp thay thế. Tới ngày 1 tháng 5 năm 1942 chỉ còn 16 chiếc, nhưng mãi tới ngày 1 tháng bảy con số này mới tăng lên 17.
Trung đoàn được tái tổ chức thành hai trung đoàn, DBAP số 746 và DBAP số 890 năm 1942 và họ được sử dụng để ném bom các trung tâm vận tải tại vùng hậu phương Đức như Orel, Bryansk, Kursk và Poltava. Cường độ hoạt động gia tăng và hai trung đoàn đã thực hiện số phi vụ trong riêng tháng 8 bằng tổng cộng tất cả các phi vụ của 10 tháng đầu tiên của cuộc chiến. Tới trước cuộc phản công của Liên Xô tại Stalingrad, Chiến dịch Uranus ngày 8 tháng 11 các trung đoàn có 14 chiếc Pe-8, dù các trung đoàn, khi ấy dưới sự chỉ huy của Sư đoàn Ném bom Hàng không Tầm xa số 45 (DBAD — Dal'nebombardirovochnyy Aviatsionnaya Diviziya), không tham gia vào Trận Stalingrad.
Năm 1943 sân bay chính của sư đoàn nằm ở Kratovo, phía đông nam Moscow, và các trung đoàn ném bom các trung tâm vận tải, các sân bay và những nơi tập trung quân trong nửa đầu năm 1943. Sân ga tại Gomel là một mục tiêu được ưa thích và khoảng 606 tấn bom đã được ném xuống đây từ tháng 2 tới tháng 9 năm 1943, dù không rõ rằng có phải tất cả chúng đều do những chiếc Pe-8 thực hiện hay không. Ngoài ra loại bom FAB-5000 lần đầu tiên được sử dụng tại Königsberg tháng 4 năm 1943, tiếp tục các cuộc tấn công pin-prick chống lại các mục tiêu sâu trong hậu phương nước Đức. Tháng 5 năm 1943 những nỗ lực được chuyển đổi nhằm tìm cách tiêu diệt việc xây dựng lực lượng của Đức cho Trận Kursk. Một ví dụ là khi DBAD số 45 tấn công đầu mối đường sắt tại Orsha trong buổi chiều ngày 4 tháng 5 với 109 máy bay ném bom, đa số chúng không phải là những chiếc Pe-8, phá huỷ 300 toa xe và ba đoàn tàu chở đạn dược, và đã được Bộ tổng tư lệnh Đức lưu ý.
Trong phần đầu trận đánh, các đơn vị hàng không tầm xa tiếp tục tấn công các mục tiêu tại vùng hậu phương Đức vào ban đêm, nhưng nó tập trung vào việc hỗ trợ các lực lượng Liên Xô tiến hành phản công vào Orel Bulge, Chiến dịch Kutuzov, bắt đầu ngày 12 tháng 7. Người Đức đã chuyển đổi một nhóm máy bay chiến đấu ban đêmtừ Nachtjagdgeschwader 5 (IV./NJG 5), với cả những chiếc Junkers Ju 88 và Dornier Do 217 sang vùng Orel trước khi bắt đầu trận đánh để chống lại những cuộc oanh tạc thường xuyên vào các tuyến đường sắt và cơ sở hậu cần của Đức, nhưng chúng rõ ràng không hiệu quả cho tới khi các radar mặt đất được triển khai. Điều này diễn ra tới tận tối ngày 17–18 tháng 7 và thiệt hại của Liên Xô tăng lên nhanh chóng khi người Đức chỉ cho thực hiện 14 lần xuất kích trong đêm đó, nhưng đã tuyên bố bắn hạ tám chiếc. Ba chiếc Pe-8 mất trong đêm 20-21 tháng 7, một vì súng của Hauptmann Heinrich Prinz zu Sayn-Wittgenstein, chỉ huy IV./NJG 5. Đây là một tỷ lệ rất cao trên tổng số chỉ 18 chiếc hoạt động ở thời điểm ngày 1 tháng 7. Điều này cũng có thể bởi các vấn đề về ống thoát khí của ASh-82 là rõ ràng bởi chúng không có các ống thoát chống cháy.
Đây là một điềm báo bởi tỷ lệ thiệt hại, vì mọi nguyên nhân, với chiếc Pe-8 tăng đều từ một chiếc trên 103 lần xuất kích năm 1942 tới một chiếc trên 46 lần xuất kích năm 1944. Dù vậy số lượng máy bay của DBAD số 45 tiếp tục tăng; hai mươi chiếc sẵn sàng ngày 1 tháng 1 năm 1944 và 30 ngày 1 tháng 7. Những chiếc Pe-8 đã thực hiện 276 lần xuất kích năm 1944 tấn công các mục tiêu như Helsinki, Tallinn và Pskov. Yefim Gordon cho rằng chiếc Pe-8 thực hiện phi vụ cuối cùng đêm ngày 1–2 tháng 8 năm 1944, nhưng điều này rõ ràng trái ngược với Tài liệu Thống kê của Không quân Liên Xô cho thấy 31 chiếc Pe-8 thuộc sự điều khiển của DBAD số 45 ngày 1 tháng 1 năm 1945 và 32 chiếc ngày 10 tháng 5 năm 1945.

## Bên sử dụng
Liên Xô
- VVS

## Đặc điểm kỹ thuật (Pe-8/AM-35A)
- Phi đội: 11 người
- Chiều dài: 23.2 m (76 ft 0¼ in)
- Sải cánh: 39.13 m (128 ft 4 in)
- Chiều cao: 6.20 m (20 ft 4 in)

Pe-8

- Diện tích cánh: 188.66 m² (2,030.7 ft²)
- Trọng lượng rỗng: 18,571 kg (40,941 lb)
- Trọng lượng chất tải: 27,000 kg (59,400 lb)
- Trọng lượng cất cánh tối đa: 35,000 kg (77,000 lb)
- Động cơ: Mikulin AM-35A
- Kiểu động cơ: Động cơ V12 làm mát bằng chất lỏng
- Số lượng động cơ: 4
- Công suất: 999 kW (1,340 hp)
- Tốc độ tối đa: 443 km/h (275.2 mph)
- Tầm hoạt động: 3,700 km (2,299 mi)
- Trần bay: 9,300 m (30,504 ft)
- Tốc độ lên: 5.9 m/s (1,154 ft/min)
- Chất tải cánh: 143 kg/m² (29 lb/ft²)
- Công suất/trọng lượng: 140 W/kg (0.2 hp/lb)
- Súng:
  - 2 x pháo ShVAK 20 mm (lưng và đuôi)
  - 2 x súng máy UBT 12.7 mm (vỏ động cơ)
  - 2 x súng máy ShKAS 7.62 mm (mũi)
  - 8 x rocket RS-132
- Bom: lên tới 5,000 kg (11,000 lb)